# Shameless (film)
Shameless (Bez wstydu) è un film del 2012 diretto da Filip Marczewski.
Il film è stato presentato al Gdynia Film Festival il 7 maggio 2012 quindi a luglio al Festival internazionale del cinema di Karlovy Vary prima di essere distribuito nelle sale polacche.

## Trama
Tadek, approfittando delle vacanze estive, torna nella città e nella casa in cui è cresciuto, ora occupata dalla sorellastra maggiore Anja. Questa ha una relazione con Andrzej, esponente dell'estrema destra, sposato con figli, con il quale Tadek entra subito in conflitto.
Il ragazzo, anche perché innamorato della sorella, vuole che la stessa abbandoni quell'uomo. Quando lo scopre con una prostituta nella loro casa, lo chiude dentro fin quando non torna Anja che, disgustata, lo lascia all'istante.
Per dare una mano alle disastrate finanze di Anja, Tadek trova dei lavoretti ma per riallacciare la corrente elettrica, staccata per morosità, occorre una cifra considerevole, che il ragazzo trova grazie all'aiuto di Irmina, una ragazza Rom che si innamora istantaneamente di lui senza ricevere un riscontro.
Tadek è infatti concentrato sulla sorella che, apprezzato l'impegno del ragazzo nei suoi confronti, dopo averne condannato a parole le sue pulsioni, dà soddisfazione alle stesse con una notte di passione. Il giorno seguente Tadek è al settimo cielo ma poi deve registrare la marcia indietro della sorellastra che ha addirittura perdonato e richiamato l'odiato Andrzej.
Irmina è costretta dalla famiglia a sposare un buon partito nell'indifferenza di Tadek che, giunto troppo tardi, può solo sfogare la sua rabbia su un estremista che aveva attaccato il banchetto di nozze Rom con delle bombe molotov. Quindi Andrzej per fare carriera nel partito offre le grazie della sua bella amante al suo capo. Anja si ribella schifata e torna a casa lasciandolo definitivamente. Quindi apre a Tadek con cui si consola in modo fraterno.

## Produzione
Gli esterni del film sono stati girati a Wałbrzych.

## Riconoscimenti
- 2013 - Polskie Nagrody Filmowe
  - Miglior attrice a Agnieszka Grochowska